# Feliciano Couveiro
Feliciano Couveiro (22. prosinca 1999.) je angolski rukometaš. Nastupa za angolski klub C.D. Primeiro de Agosto i angolsku reprezentaciju.
Natjecao se na Svjetskom prvenstvu u Egiptu 2021. (30.).